# Ionos kötés
Az ionos kötés elsőrendű kémiai kötés, mely ellentétes töltésű ionokat tartalmazó anyagokban fordul elő. Az ionok közötti elektrosztatikus vonzás és taszítás szabályos szerkezetbe, ionrácsba rendezi az anyagot alkotó ionokat, melynek a rácspontjain szabályosan váltakozva kationok és anionok találhatók. A nagy kötési energia miatt az ionrácsos anyagok általában magas olvadáspontúak (például a nátrium-klorid olvadáspontja 801°C, a magnézium-oxidé 2800°C.)
Az erős kötés miatt az ionok a rácsban nem tudnak elmozdulni, ezért szilárd halmazállapotban az ionos vegyületek nem vezetik az elektromos áramot, olvadékban és oldatban azonban az ionok elmozdulhatnak, így ilyen állapotban vezetők.
Ionkötés általában egy fém és egy nemfém találkozásánál jön létre. Ennek oka főként az, hogy a fémek az I., II. és III. főcsoportban találhatóak, és az itt keletkező ionok pozitív töltésűek, elektront adnak le. Ezzel szemben a nemfém ionok többsége elektron felvétellel keletkezik, negatív töltésű.

## Egyszeres ionkötés
A kálium (K) és a klór (Cl) találkozásakor a következő történik:
K+Cl → KCl
Magyarázat: A kálium az első főcsoportban található elem. A stabil elektronszerkezet eléréséhez egy elektront kell leadnia. Az elektron hiány miatt a kálium pozitív töltésű ionná válik. Amikor a klór találkozik a káliummal, felveszi az általa leadott elektront, mivel elektronszerkezete így válik stabillá.
K++Cl- → KCl

## Többszörös ionkötés
Másról beszélünk a magnézium (Mg) és a klór (Cl) találkozásánál:
Mg+2Cl → MgCl2
A magnézium a II. főcsoport eleme, és 2 elektron leadásával válik ionná, tehát kétszeres pozitív töltéssel rendelkezik. Azonban ezt a két elektront nem tudja egyetlen kloridion felvenni, így az egyenlet rendezésénél a klórt kétszer kell vennünk.
Mg2++2Cl- → MgCl2